# Mera (Vrancea)
Mera is een gemeente in Vrancea. De gemeente ligt in de regio Moldavië, in het oosten van Roemenië.
Mera is een gemeente die gesitueerd is in het district Vrancea en bestaat uit vijf dorpen, Livada, Mera, Milcovel, Roşioara en Vulcăneasa. Bij de laatstelijk gehouden volkstelling in 2002 telde de gemeente 3914 inwoners.
Andreiașu de Jos · Bălești · Bârsești · Boghești · Bolotești · Bordești · Broșteni · Câmpineanca · Câmpuri · Cârligele · Chiojdeni · Ciorăști · Corbița · Cotești · Dumbrăveni · Dumitrești · Fitionești · Garoafa · Golești · Gugești · Gura Caliței · Homocea · Jariștea · Jitia · Măicănești · Mera · Milcovul · Movilița · Nănești · Năruja · Negrilești · Nereju · Paltin · Păunești · Poiana Cristei · Pufești · Răcoasa · Reghiu · Ruginești · Sihlea · Slobozia Bradului · Slobozia Ciorăști · Soveja · Străoane · Suraia · Tâmboești · Tănăsoaia · Tătăranu · Tulnici · Țifești · Urechești · Valea Sării · Vânători · Vârteșcoiu · Vidra · Vintileasca · Vizantea-Livezi · Vrâncioaia · Vulturu